# Sân bay quốc tế Taba
Sân bay quốc tế Taba (tiếng Ả Rập: مطار طاب الدولي) (IATA: TCP, ICAO: HETB) là một sân bay quốc tế ở gần Taba, Ai Cập. Năm 2006, sân bay này phục vụ 210.029 lượt khách. Sân bay này do Israel xây dựng trong thời kỳ chiếm đóng Sinai sau cuộc chiến tranh 6 ngày. Sân bay này được Israel trao trả cho Ai Cập năm 1982.

## Các hãng hàng không và các tuyến điểm
- First Choice Airways (London-Gatwick, Manchester) [theo mùa]
- TAROM (Bucharest-Otopeni) [theo mùa]
- Transavia.com (Amsterdam) [theo mùa]